# Combretum racemosum
Combretum racemosum là một loài thực vật có hoa trong họ Trâm bầu. Loài này được P.Beauv. mô tả khoa học đầu tiên năm 1806.